# Ausièla
Ausièla (francès Auzielle) és un municipi occità del Lauraguès en el Llenguadoc, situat en el departament de l'Alta Garona a la regió d'Occitània.